# Diagnosis: Death
Dignosis: Death è un film del 2009 diretto da Jason Stutter.

## Trama
Durante una sperimentazione volontaria a nuovi farmaci, Andre e Juliet scoprono che le loro vite sono in pericolo.

## Produzione
Le riprese si sono svolte in Nuova Zelanda. Il cast è ripreso dalla serie televisiva Flight of the Conchords.
La Lightning Entertainment ha distribuito il film in DVD e Blu-ray Disc il 3 agosto 2009 negli Stati Uniti, ottenendo giudizi positivi e negativi.